# 휴먼라디오, 우리
휴먼라디오, 우리는 MBC 표준FM에서 MBC 류수민 아나운서 진행으로 방송되는 라디오 프로그램이다. 2012년 10월 개편으로 왁자지껄 서인입니다와 배한성, 배칠수의 고전열전 재방송이 통폐합되고 신설되었다. 그리고 2013년 9월 가을개편으로 인해 밤 9시50분에 방송한다. 2014년 4월 11일 자로 2년 만에 폐지되었다.